# Sōkaku Takeda
Sōkaku Takeda (武田惣角 Takeda Sōkaku?) fue el segundo hijo de Takeda Sokichi y Tomi Kurokochi nacido el 10 de octubre por el calendario lunar correspondiente al   4 de noviembre de 1859 en Aizu.
El maestro Takeda falleció en 1943, en Japón. 
Como parte de una familia de samuráis (clan Takeda), dedicó su vida a la transmisión de las artes marciales tradicionales de su familia, en particular el llamado Daito-Ryu AikiJutsu al que se rebautizó Aiki Jujutsu Daito-Ryu posteriormente.

## Forjado en el fuego
En 1868 el príncipe Mutsuhito descendiente número 122 de la dinastía imperial, decide recuperar el poder que desde el siglo XII, cuando Minamoto Yoritomo se proclamó shōgun ostentaba la clase samurái (formada por señores feudales de la guerra).
La tarea no era fácil pero sin embargo el Emperador contaba con tres ventajas: 
- Lo primero que tenía a su favor es que era subestimado por los samuráis por no ser un guerrero como ellos.
- Lo segundo es que tenía una mente abierta que lo llevó a interesarse por la tecnología de occidente totalmente desconocida para el Japón de su tiempo.
- y lo tercero es que la oposición del shogunato a la apertura a occidente puso las grandes potencias de occidente del lado del Emperador para obtener las ventajas del comercio con Japón.

Mutsuhito formó un ejército en secreto, dotado de armas modernas y bajo el mando de un grupo de oficiales de Francia y Alemania, países que pretendían beneficiarse con la apertura de Japón. 
Este ejército de campesinos requería muy poco entrenamiento para manejar armas de fuego, y con él en 1867 ataca a las fuerzas leales al shōgun Tokugawa, comenzando la guerra Boshin. Tokugawa fue derrotado y obligado a retirarse a Edo donde en mayo de 1868 capitula.
El Castillo Aizuwakamatsu controlado por el Clan Matsudaira, del cual la familia Takeda era vasallo,  situado a trescientos kilómetros al norte de Tokio, en la prefectura de Fukushima se opone a los cambios impuestos por el Emperador proclamando su fidelidad al daimyō y al shogun Tokugawa.
Las tropas de Mutsuhito avanzaron contra el Castillo Aizuwakamatsu en octubre de 1868, donde los hombres del Clan escogieron sus mejores armaduras, se perfumaron el pelo, compusieron un pequeño poema-testamento que llevarían consigo en la batalla, fijaron el símbolo de su familia en el peto de su armadura para hacerle honor durante la batalla hasta el momento de su muerte, las mujeres empuñaron la naginata, los jóvenes y niños los yari.
Tras un mes de resistencia, el castillo cae en donde los episodios de los samuráis adolescentes, los Byakkotai, el suicidio ritual de la familia completa de Tanomo Saigo y la salida a la batalla de las mujeres del castillo con sus naginatas dirigidas por Nakano Takeko que, después de luchar bravamente,  murió de un disparo en el pecho sin jamás retroceder en la batalla, y a la que se le levantó un monumento en el templo Hokai, en Aizu Bangemachi, en la provincia de Fukishima, los ha convertido en leyenda.

## Sin una lágrima

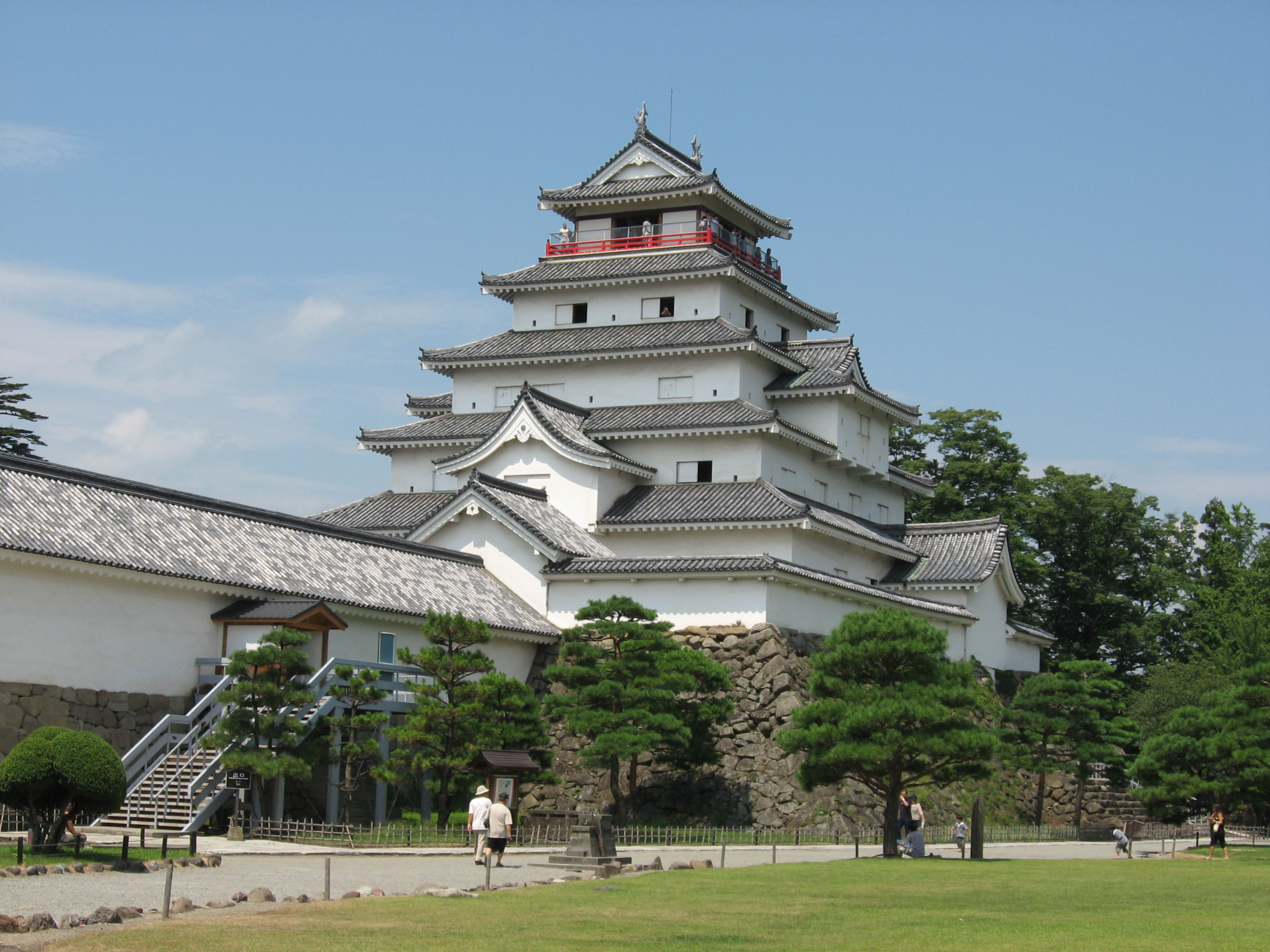
Reconstrucción parcial del castillo Aizuwakamatsu.

Poco tiempo después, un niño despide en los restos del castillo a toda una forma de  vida, se trata de Takeda Sokaku Minamoto Masayoshi, quien durante la guerra se encontraba practicando Kenjutsu en Edo del estilo Ono ha Itto ryu como uchi deshi (alumno interno) de Toma Shibuya en el Yokikan dojo.
Saber que pasó por la mente del niño en ese momento es imposible pero es claro que determinó su proceder en el futuro. Fue adoptado por la familia de su madre, la familia Kurokochi y recibiendo de su abuelo materno Kanenori Dengoro Kurokochi (黒河内 伝五郎 兼規), un afamado maestro de artes marciales, una espada firmada por Kotetsu Nagafune de Bizen que se convierte en su más preciada pertenencia.
Desde muy chico, Sokaku fue entrenado en kenjutsu, bōjutsu, sumo y Daito-ryu por su padre y posteriormente su abuelo Dengoro le enseña además bō, hankyu, jō, shuriken y sobre todo Hozoin-ryu sojutsu para luego enviarlo al Sakakibara dōjō, especializándose en Jikishinkage-ryu.
Poco tiempo después, al morir su hermano Sokatsu que actuaba como sacerdote Shinto en el monasterio de Ise dedicado a la diosa Amaterasu Ōmikami, en el viejo distrito de Aizu, que había sido confiado a la protección del Clan Takeda siglos antes, es enviado a sustituirlo.
Allí encuentra a Saigō Tanomo (1828-1905), antiguo jefe de consejo ( karō ) del clan Aizu (hittōgarō 筆頭家老 ) que había sido alumno de su abuelo Soemon Takeda, ahora Tanomo con el nombre Hoshina Chikanori se desempeñaba como prior de los monjes del Tsutsukowake Shrine en la prefectura de Fukushima (el dominio de Aizu ya no existía en ese momento).
Sokaku sigue el aprendizaje del Daito Ryu Aiki Jujutsu, la práctica de la espada y el Oshikiuchi con Hoshina Chikanori con un fervor increíble.
Aproximadamente en 1875, Sokaku de 16 años escucha que Saigō Takamori ha lanzado una rebelión en Satsuma contra las fuerzas del nuevo gobierno de Meiji y  decide inmediatamente ir a prestarle apoyo por lo cual abandona el templo y se dirige allí, pero al llegar a Kyūshū le impiden continuar, así que retorna a Osaka dónde pasa los próximos diez años como invitado en el Kyoshin Meichi-ryu dojo del espadachín Momonoi Shunzo.
Ya en el siglo XX Takeda, se dedicó a viajar por todo el Japón, enseñando y demostrando sus habilidades.

## Tiempos violentos
La modernidad del siglo XX en la era Meiji no era la época apropiada para un samurái sin tierras ni castillo, ya que en 1878 el emperador prohibió el porte de armas en el famoso edicto Haitōrei y abolió el orden feudal. 
Mientras muchos japoneses de clase acomodada empiezan a vestirse a la moda europea Takeda Sōkaku viste un traje tradicional japonés decorado con las insignias de su familia y bajo el holgado traje llevaba sus espadas, el "Tessen" un abanico hecho de filosas láminas cortantes con puntas aceradas y un "Hanbo" o bastón metálico con un extremo afilado y el otro con un pesado pomo de plata.
Las historias contadas por el propio Sōkaku y muchos testigos de la época sobre luchas y combates eran tremendas y numerosas. El hecho de que Takeda nunca rechazaba un duelo y entendiera la costumbre Kirisute Gomen (matar a cualquier persona que actuara en contra de la moral del Bushidō) como una obligación le trajo muchos problemas. Se dice que cuando había cerca de su camino alguna pandilla de bandidos, en vez de alejarse, se desviaba para poner en orden a los maleantes, se sentía responsable, por ser samurái, de proteger a los humildes y débiles. 
Entre otras de las numerosas historias contadas hay una que narra que una vez que Sosaku Takeda iba caminando con su traje tradicional y unos obreros de una construcción se burlaron de su forma de vestir, lo cual molestó a Sosaku y este le increpó por su falta de respeto a los obreros sobre las tradiciones japonesas y el bushido, lo cual estos últimos que eran alrededor de treinta, decidieron agredirlo con sus filosas herramientas de construcción y Sosaku Takeda respondió como un samurái, la intervención de la policía pudo finalmente evitar más derramamiento de sangre, aunque Sosaku Takeda fue arrestado pero para evitar un escándalo fue liberado por actuar en defensa propia; este incidente se cree que forma parte de una de las razones por la cual Sosaku Takeda era muy desconfiado, ya que las familias y algunos sobrevivientes de ese ataque buscaron a futuro sin conseguirlo, cobrarle la venganza al samurái.
En una de las ironías que tiene la existencia el último gran samurái de Japón era muy bajito por lo que muchos (obviamente cuando él no estaba presente) lo llamaban “pequeño demonio de Aizu” o “Tengu (demonio de corta estatura y muy mal carácter) de Aizu”, "Aizu no Tengu" en japonés.
En 1889 a los 30 años de edad se casa con una chica de Aizu de nombre Kon teniendo con ella dos hijos llamados Takeda Soichiro y Takeda Munekiyo.

## bugei ju-happan
Se dijo en la época que Takeda Sokaku era una de las últimas personas que dominaba a nivel de un maestro las 18 técnicas del samurái.
Esas técnicas son jujutsu (combate sin armas), kenjutsu (esgrima), bōjutsu (pértiga o bastón largo), shuriken (lanzamiento de dardos), kyujutsu (arquería), sōjutsu (lanza), naginata (alabarda), jutte (porra de hierro), kusarigama (hoz y cadena), kibajutsu (equitación) y Nawa (formas de atar y detener al enemigo) de manera permanente, hensojutsu (técnicas para ocultarse), shinobi (infiltración y espionaje), Suijutsu (natación militar), boryaku (estrategia),  inton (escape), tenmon (meteorología) y chimon (geografía) en algunas con variaciones en otras.

## Huellas en el agua
Por pertenecer a la clase samurái, de acuerdo al código Bushido Sokaku solo podía pelear o enseñar para ganarse la vida. Aunque la época de los samurái había pasado Sokaku hizo ambas, enseñó el Arte del Daito Ryu Aiki Jujutsu y el kenjutsu, técnicas en las cuales era muy experto.
El gobierno no tardó mucho tiempo en darse cuenta de sus acciones, pero para evitar el escándalo se dice que decidieron matarlo discretamente, lo que no era una tarea fácil ya que debido a su ideología , desconfiaba de todo. Nunca salía desarmado, ni le daba la espalda a la muchedumbre; doblaba las esquinas con cuidado; cuando era invitado a algún lugar, primero revisaba los jardines y todos los sitios y entradas ocultas que hubiera, hasta llevaba su propia comida y bebida a las reuniones a las que era invitado o solo comía y bebía luego que otro lo había hecho. Con frecuencia los que lo acechaban eran los que nunca retornaban, mientras las anécdotas sobre la vida de Sokaku Takeda cada vez eran más numerosas.
A los 50 años de edad Sokaku vuelve a casarse, esta vez con una joven de Shirataki-mura (Hokkaidō), llamada Sue (武田すえ, 30/5/1890-10/9/1930), del matrimonio nacen siete hijos: Takemune, Tae, Tokimune, Eiko, Munemitsu, Shizuka y Muneyoshi.

## Maestro en la sombra

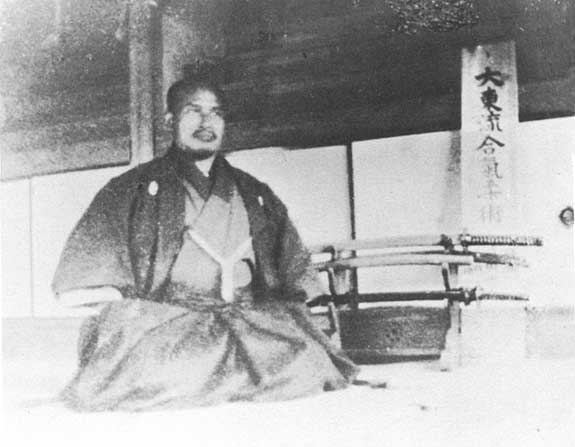
El maestro fundador del Aikido, Morihei Ueshiba.

El maestro Sokaku Takeda tenía 54 años cuando por intermediación de Kotaro Yoshida, alumno de Sokaku que había recibido el pergamino de instructor o  Kyoju Dairi en ese mismo año, se encuentra con Morihei Ueshiba (el futuro maestro fundador del arte marcial del Aikido) en la posada de Hisada en Engaru, Hokkaido a finales de febrero de 1915.
Las primeras prácticas de Ueshiba en Daito-ryu incluyeron tres seminarios de 10 días terminando el 4 de abril del mismo año. Los archivos del Daito-ryu muestran que Él participó en ese entonces en otros tres seminarios más dictados por Takeda el año siguiente en 1916.
Lo cierto es que, Ueshiba también invitó a Takeda a quedarse en su casa para recibir instrucción intensiva en lo que sería el principio de una larga y muy turbulenta, pero no menos productiva, asociación que duraría más de veinte años.
En septiembre de 1922 en un viaje acompañado por su familia a Ayabe, donde vivía en ese momento Ueshiba, luego de varios meses, el maestro Sokaku Takeda le concede el pergamino kyoju dairi, que certifica a Morihei Ueshiba como instructor adjunto de Daito-Ryu Aiki Jujutsu bajo la supervisión del mismo Sokaku.   
En 1929 uno de sus exalumnos, el almirante Isamu Takeshita miembro del clan Satsuma publica el artículo "Takeda Sokaku Buyuden" (Historia del valiente Sokaku Takeda) y el influyente periódico Tokyo Asahi Shimbun publica el artículo de Yoichi Ozaka "Ima Bokuden" sobre su vida. 
Isamu Takeshita un personaje muy influyente en los círculos gubernamentales de la época jugará un papel fundamental poco tiempo después en la difusión del Aikido sobre la base de la relación que establece con Ueshiba Morihei.
Al año siguiente (1930) en un incendio en el cine de Shirataki, Takeda Sue, esposa de Sokaku fallece junto con su hijo menor.
A fines de abril de 1931 Morihei Ueshiba inaugura el nuevo Kobukan Dojo en Tokio con la presencia de muchos dignatarios incluyendo oficiales de alto rango del ejército y la marina entre los que estaban el almirante Isamu Takeshita, el general Makoto Miura, el contralmirante Seikyo Asano, el almirante Sankichi Takahashi, el Dr. Kenzo Futaki, Harunosuke Enomoto, el comandante Kosaburo Gejo, el sobrino de Ueshiba Yoichiro Inoue , Hisao Kamada,  Minoru Mochizuki y Hajime Iwata con la ausencia evidente y significativa del maestro en Aiki jujutsu Daito-Ryu de Ueshiba,  Dai-Sensei Sokaku Takeda.

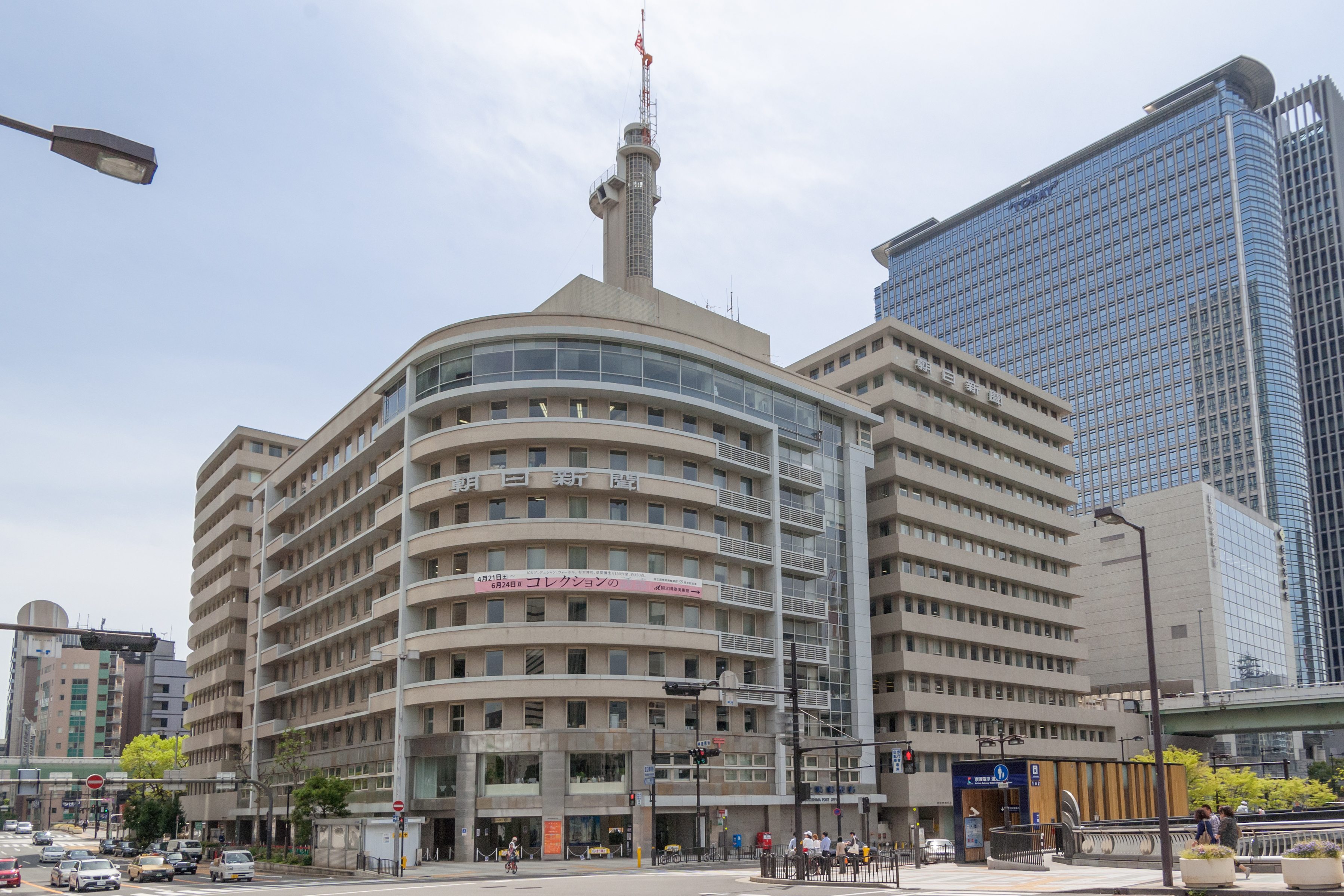
Sede del periódico Asahi Shimbun.

Sin embargo el Dojo de extraña manera ya había funcionado antes de ser inaugurado, sus actividades habían comenzado con un seminario dictado por Dai-Sensei Sokaku Takeda  entre el 20 de marzo y el 7 de abril de 1931, lo que quedó registrado con el nombre de Morihei y su sello en el libro de ingresos de Sokaku  (eimeiroku).
Según relata el experto Don Angier en un artículo denominado "So Sorry! Jiu-jitsu Please, Not Judo!" escrito en el 2000 para la publicación Aikido Journal, su maestro Kenji Yoshida le contó que en los años 30 la organización ultranacionalista  Kokuryukai se reunía en el  Kobukan Dojo de Morihei Ueshiba sin que quedara claro si este sabía de las reuniones y si participara o no, de la posición belicista de sus participantes.
En esos años el libro Budo, fue publicado de manera privada por el dojo Kobukan en 1938 y  recientemente ha sido publicado en inglés por Kodansha Editorial. En él se  muestran muchas de las técnicas de Sokaku realizadas por alumnos de Ueshiba, el periódico Asahi de Tokio cooperó con las fotografías y aunque no se sabe quién escribió los textos que las acompañan se supone que los contenidos fueron en parte obtenidos del mokuroku del maestro Sokaku o por lo menos de sus explicaciones.
Hubo un libro técnico anterior, publicado en 1933 y titulado Budo Renshu, el cual contenía dibujos técnicos de la señorita Takako Kunigoshi que era en ese entonces una joven estudiante de arte, pero la difusión de los pocos ejemplares de esta obra fue interna en el Kobukan en los años 40 y ha sido reeditado, en inglés por Tetsutaka Sugawara, como en español por la editorial Paidotribo en el año 2000 bajo el título: Entrenamiento del Budo en Aikido.

## El final de un demonio

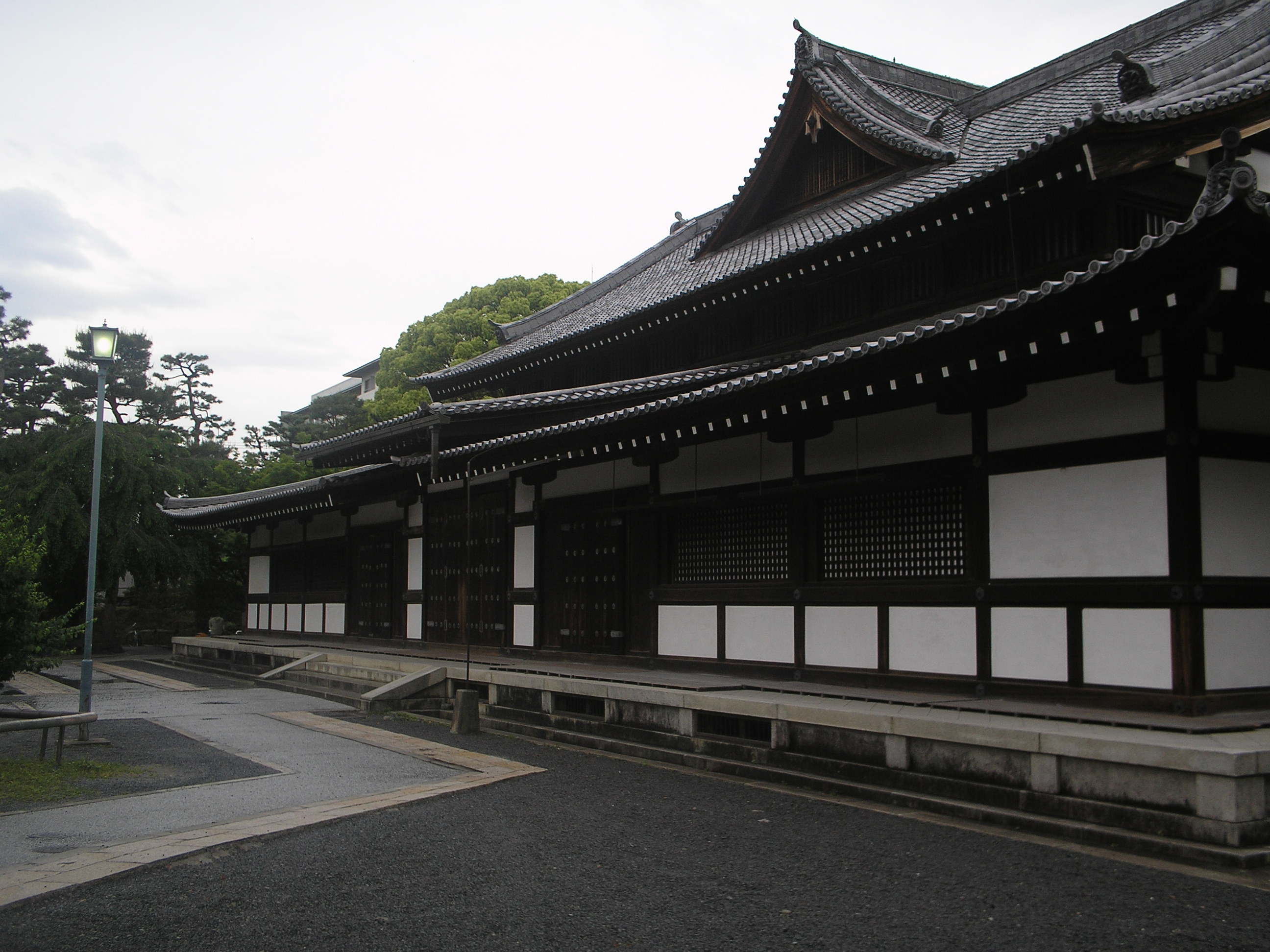
El Dai Nihon Butokukai, o Asociación nacional del budo japonés.

Sokaku Takeda nunca tuvo ningún Dojo, jamás fue invitado a dar una demostración frente a la corte imperial, no dictó clases en el Dai Nihon Butokukai al cual ni siquiera concurrió nunca para solicitar que se reconociera el arte que practicaba, sin embargo recorría incansablemente Japón enseñando a quienes el entendía que merecían aprender, deseaban hacerlo y podían pagarle aunque no pertenecieran a su clan.
En su camino enseñó según sus propias palabras a más de 30 000 alumnos, otorgó los certificados de kyoju dairi a Morihei Ueshiba, Ryuho Okuyama, Sato Kanmi, Shimoe Shutaro, Harada Shinzo , Mikami Tomiji, Sagawa Nenokichi , Yoshida Kotaro , Asano Seikyo, Sagawa Yukiyoshi , Matsuda Hosaku , Miyano Hikojiro , Mae Kikutaro , Horikawa Taiso , Sato Seishiro, Sato Keisuke , Yoshimura Yoshiteru , Yokoyama Eijiro , Nakatsu Heizaburo, Akune Masayoshi , Kawazoe Kuniyoshi, Takahashi Jun'ichi, Kusumoto Koichiro, Harada Jozaburo, Togawa Tadae, Uchida Suematsu, Tei Kaichi, Yamamoto Kakuyoshi ( anteriormente Yamamoto Tomekichi pero cambió su nombre en honor a Sokaku a Kakuyoshi), Takuma Hisa y Tonedate Masao a estos tres últimos además les concedió el Menkyo Kaiden, aunque solo los últimos dos quedaron registrados en el Eimeroku de Sokaku que conservó su hijo Tokimune, estando no obstante, debidamente registrado el Menkyo de Yamamoto en el Eimeroku que conserva la escuela Yuushinkan. 
Incluso enseñó a su fiel sirviente y acompañante en presentaciones Choi Yong Sul, quien no fue certificado, pero que le llamaba "amo" incluso años después de su fallecimiento, pero que aun así dio origen al arte marcial coreano moderno del hapkido.
Es lógico asumir que transmitió el arte a sus hijos entre ellos a Takeda Tokimune (武田 時宗,1916-1993) que luego de su deceso lo sucede. No obstante Takeda Tokimune nunca presentó ningún certificado que le avalara como sucesor de su padre en la jefatura de Daito Ryu. 
Jamás abandonó la práctica del arte aunque a los 83 años sufre un derrame cerebral que le deja una parálisis parcial y el 25 de abril de 1943 Soke Sokaku Takeda fallece de un ataque cardíaco a los 84 años de edad al salir de dar clases en la prefectura de Aomori.
Es difícil no rememorar el verso que el poeta Hoshina le escribiera tantos años antes: 
La gente sabe lo que haces?
Puedes golpear con tu espada la corriente del río
pero no puedes dejar ninguna marca en el agua.